# Жонатан Пітруапа
Жоната́н Пітруапа́ (фр. Jonathan Pitroipa, нар. 12 квітня 1986, Уагадугу) — буркінійський футболіст, півзахисник клубу «Ан-Наср».

## Клубна кар'єра
Народився 12 квітня 1986 року в місті Уагадугу. Вихованець футбольної школи клубу «Планет Шампьйон».
У дорослому футболі дебютував 2004 року виступами за команду клубу «Фрайбург», в якій провів чотири сезони, взявши участь у 75 матчах чемпіонату.
Своєю грою за цю команду привернув увагу представників тренерського штабу клубу «Гамбург», до складу якого приєднався 2008 року. Відіграв за гамбурзький клуб наступні три сезони своєї ігрової кар'єри. Більшість часу, проведеного у складі «Гамбурга», був основним гравцем команди.
До складу клубу «Ренн» приєднався 2011 року. Всього за три сезони встиг відіграти за команду з Ренна 91 матч в національному чемпіонаті.
З літа 2014 року став виступати в ОАЕ, де грав за клуби «Аль-Джазіра» та «Ан-Наср».

## Виступи за збірну
У 2006 році дебютував в офіційних матчах у складі національної збірної Буркіна-Фасо. Наразі провів у формі головної команди країни 24 матчі, забивши 3 голи.
У складі збірної був учасником Кубка африканських націй 2010 року в Анголі, Кубка африканських націй 2012 року у Габоні та Екваторіальній Гвінеї, Кубка африканських націй 2013 року у ПАР. Завдяки голу Пітруапа в 1/4 фіналу КАН-2013 збірна Буркіна-Фасо вийшла в 1\2 фіналу, обігравши з рахунком 1:0 команду Того. По закінченні турніру був визнаний кращим гравцем турніру.
Згодом також виступав на континентальних першостях 2015 та 2017 років.

## Статистика виступів

### Статистика клубних виступів
| Сезон       | Клуб       | Чемпіонат    | Чемпіонат | Чемпіонат | Єврокубки | Єврокубки | Єврокубки | Збірна | Збірна |
| Сезон       | Клуб       | Ліга         | Ігор      | Голів     | Федерація | Ігор      | Голів     | Ігор   | Голів  |
| ----------- | ---------- | ------------ | --------- | --------- | --------- | --------- | --------- | ------ | ------ |
| 2004 — 2005 | «Фрайбург» | Бундесліга   | 4         | 0         | -         | -         | -         | -      | -      |
| 2005 — 2006 | «Фрайбург» | 2 Бундесліга | 14        | 1         | -         | -         | -         | -      | -      |
| 2006 — 2007 | «Фрайбург» | 2 Бундесліга | 33        | 8         | -         | -         | -         | -      | -      |
| 2007 — 2008 | «Фрайбург» | 2 Бундесліга | 24        | 7         | -         | -         | -         | -      | -      |
| 2008 — 2009 | «Гамбург»  | Бундесліга   | 28        | 1         | УЄФА      | 11        | 0         | -      | -      |
| 2009 — 2010 | «Гамбург»  | Бундесліга   | 20        | 3         | УЄФА      | 9         | 0         | -      | -      |
| 2010 — 2011 | «Гамбург»  | Бундесліга   | 26        | 2         | -         | -         | -         | -      | -      |
| 2011 — 2012 | «Ренн»     | Ліга 1       | 36        | 6         | УЄФА      | 9         | 3         | -      | -      |

## Титули і досягнення
- Срібний призер Кубка африканських націй: 2013
- Бронзовий призер Кубка африканських націй: 2017